# Аланія Оба Стадіум
Стадіон Аланія Оба (тур. Alanya Oba Stadyumu) — багатофункціональний стадіон у місті Аланія (район Оба), Туреччина, домашня арена ФК «Аланіяспор».
Стадіон відкритий 2011 року. Є одним із відомих спортивних довгобудів Туреччини, оскільки його будівництво було розпочато ще 1995 року. Входить до національного спортивного комплексу, складовими якого також є тенісний корт, волейбольний та баскетбольний майданчики, а також спортивний табір на 100 місць.
Арена відповідає вимогам Суперліги та УЄФА.
Першим матчем, проведеним на стадіоні, була гра між «Галатасараєм» та «Ганновер 96».